# 10219 Penco
10219 Penco este un asteroid din centura principală de asteroizi.

## Descriere
10219 Penco este un asteroid din centura principală de asteroizi. A fost descoperit pe 25 octombrie 1997 la San Marcello Pistoiese de Luciano Tesi și Andrea Boattini. Asteroidul prezintă o orbită caracterizată de o semiaxă mare de 2,31 ua, o excentricitate de 0,10 și o înclinație de 4,4° în raport cu ecliptica.